# Kono Yasui
En aquest nom japonès, el cognom és Yasui.
Kono Yasui   (prefectura de Kagawa, 16 de febrer de 1880 - Bunkyō, 24 de març de 1971), (japonès: 保井 コノ, Yasui Kono), fou una botànica i citòloga japonesa. El 1927 es va convertir en la primera dona japonesa que es va doctorar en ciències. Va rebre una Medalla d’Honor amb Galó Morat i va ser guardonada amb l'Orde de la Preciosa Corona de Tercera Classe pels seus èxits acadèmics i pel seu lideratge en educació femenina al Japó.

## Primers anys i educació
Yasui va néixer a la ciutat de Sanbonmatsu, a la prefectura de Kagawa, el 1880, com a filla gran d’Ume i Tadashi Yasui, que dirigia un negoci d'enviaments marítims. Els seus pares donaven molta importància a l'educació: quan era als cursos superiors de l'escola primària, el seu pare li va demanar que llegís Gakumon no Susume, japonès: 学問のすゝめun llibre molt influent escrit pel filòsof i educador japonès Fukuzawa Yukichi. Durant el període en què Yasui va rebre la seva formació primària, va tenir un bon rendiment acadèmic i va començar a demostrar el seu talent en ciències i matemàtiques.
Després de graduar-se a l’Escola Normal de la Prefectura de Kagawa (actualment Universitat de Kagawa), es va graduar a l’Escola Normal Superior de Dones (actualment Universitat d'Ochanomizu). Va ensenyar a l'Escola Superior de Noies Gifu i a l'Escola de Noies de Kanda fins al 1905, quan es va establir un curs de postgrau a l'Escola Normal Superior de Dones. Va ser la primera dona que va entrar al curs amb una especialitat en investigació científica; es va centrar en la zoologia i la botànica.
Va publicar un article sobre l'aparell weberià dels les carpes a Zoological Science el 1905, i esdevingué la primera dona publicada a la revista. Les seves investigacions sobre la falguera aquàtica Salvinia natans es van publicar al Journal of Plant Sciences i a la revista britànica Annals of Botany, fet que marca la primera publicació de la investigació d'una dona japonesa en una revista estrangera. Va completar el programa de postgrau a l'Escola Normal Superior de Dones el 1907 i es va convertir en professora ajudant de l'escola.

## Carrera acadèmica
Quan Yasui va presentar una sol·licitud al Ministeri d’Educació japonès per estudiar a l'estranger, dubtaren a donar-li permís per la seva creença que “una dona no pot aconseguir molt en ciència”. Només se li va permetre amb la condició que inclogués "recerca en economia domèstica" al costat de la "recerca científica" a la seva sol·licitud i que acceptés no casar-se i, en canvi, es comprometés amb la seva investigació.Va viatjar a Alemanya i als Estats Units el 1914 per realitzar investigacions citològiques a la Universitat de Chicago. Va viatjar a la Universitat Harvard el 1915, on va dur a terme investigacions sobre el carbó amb el professor E. C. Jeffrey. Va tornar al Japó el juny de 1916 i va continuar investigant el carbó a la Universitat Imperial de Tòquio (actualment la Universitat de Tòquio) fins al 1927. Hi va ensenyar genètica des del 1918 fins al 1939 i va ser professora a l'Escola Normal Superior de Dones de Tòquio el 1919. Va completar la seva tesi doctoral, "Estudis sobre l'estructura del lignit, el carbó de torba i el carbó bituminós al Japó", el 1927, amb la qual cosa es convertí en la primera dona al Japó a completar un doctorat en ciències.
El 1929, Yasui va fundar la revista de citologia Cytologia. A partir de 1924, va investigar la genètica de les roselles, el blat de moro i les espècies de Tradescantia, i el 1945 va iniciar un estudi de plantes que havien estat afectades per la pluja radioactiva després dels bombardejos atòmics d'Hiroshima i Nagasaki.Quan la Universitat d'Ochanomizu es va establir amb el seu nom actual el 1949, Yasui va ser nomenada professora.Es va retirar el 1952 i va esdevenir-ne professora emèrita.El 1957 havia publicat un total de 99 articles científics.
Va morir a Bunkyō, als afores de Tòquio, el 24 de març de 1971.